# Roswell (Nouveau-Mexique)
Pour les articles homonymes, voir Roswell.

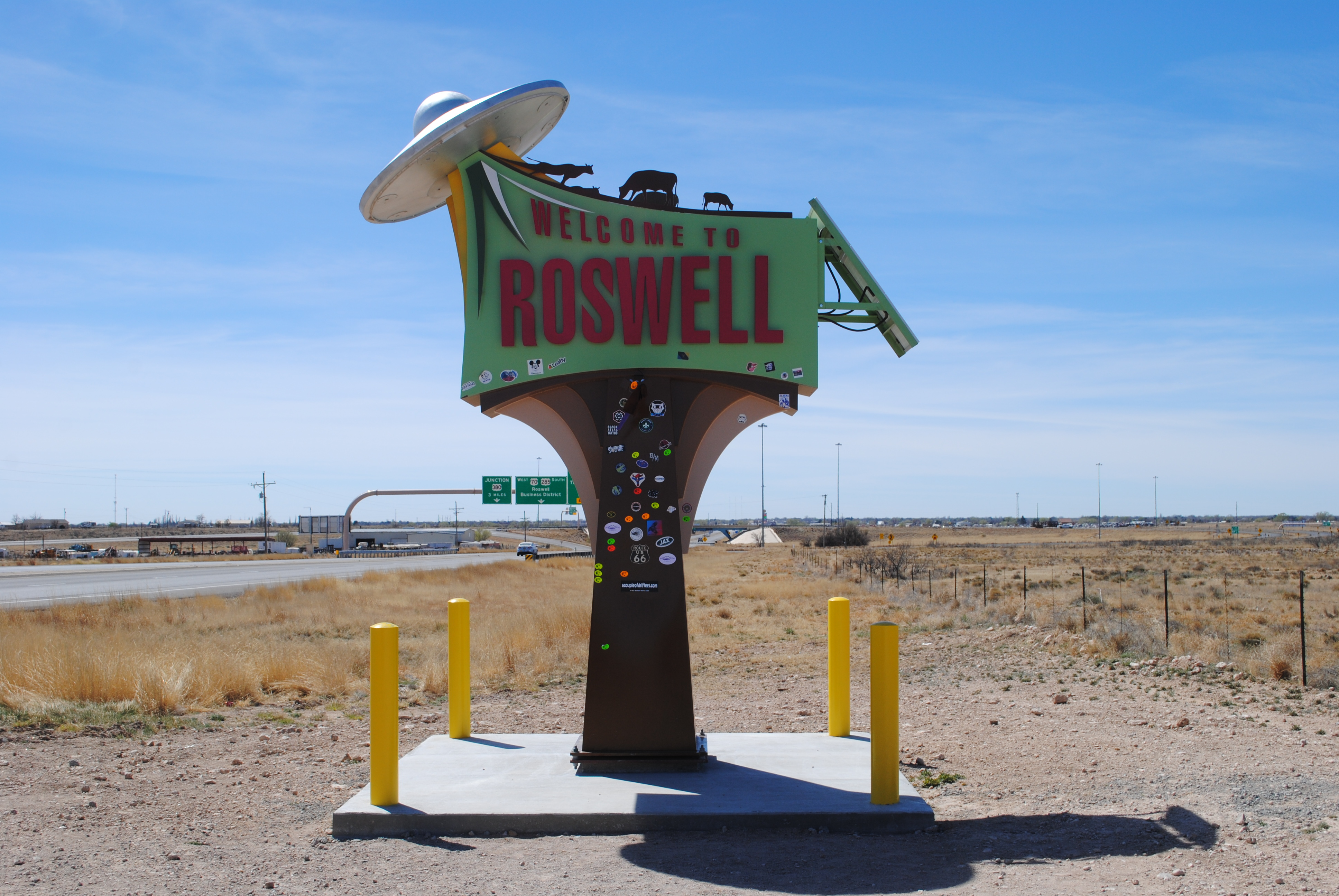
Bienvenue à Roswell.

Roswell est une ville située au sud-est de l'État du Nouveau-Mexique aux États-Unis. Chef-lieu du comté de Chaves, Roswell possédait une population de 48 366 habitants au recensement de 2010 et s'étend sur 75 km2. La cité est située à quelques kilomètres à l'ouest de la rivière Pecos, au nord de la région de Carlsbad et à l'est des montagnes de Capitan.

## Histoire
La ville de Roswell est surtout connue pour avoir été le lieu d'un hypothétique écrasement d'OVNI en 1947, même si le site d'impact de l'OVNI présumé se situait à 120 km de la ville elle-même, plus près de Corona. Néanmoins, ce fut la base américaine locale de Roswell qui se chargea de l'enquête et de la récupération des débris.

### Histoire militaire et scientifique
La ville abrite, depuis 1891, le New Mexico Military Institute (en), une école militaire pouvant recevoir un millier de cadets.
Robert Goddard, l'un des pionniers de l'astronautique, expérimenta en 1935 ses prototypes de fusées à ergols liquides sur le territoire de cette commune.
L'USAAF acheta un terrain pour y construire une base aérienne à 15 kilomètres au sud la ville en 1941.
Ce fut le Roswell Army Air Field, rebaptisé Walker Air Force Base en juin 1947.
Il y eut aussi un camp de prisonniers de guerre comptant 4 800 Allemands et Italiens capturés durant la guerre du Désert en Afrique du Nord.
La base servit d'école de pilotage pour bombardiers B-29 puis après guerre devint l'une des plus grandes installations du Strategic Air Command avec 5 000 militaires et 5 000 employés civils.
Plusieurs escadres de bombardement, dont le 509th Bomb Wing, s'y installèrent ainsi que des missiles intercontinentaux SM-65 Atlas qui furent stationnés entre 1961 et 1965 dans des silos autour de la base.
La base fut fermée le 30 juin 1967 et elle est depuis un aéroport civil desservant la ville ainsi qu'une zone industrielle, le Roswell International Air Center (RIAC) qui sert ponctuellement lors d'exercices militaires.

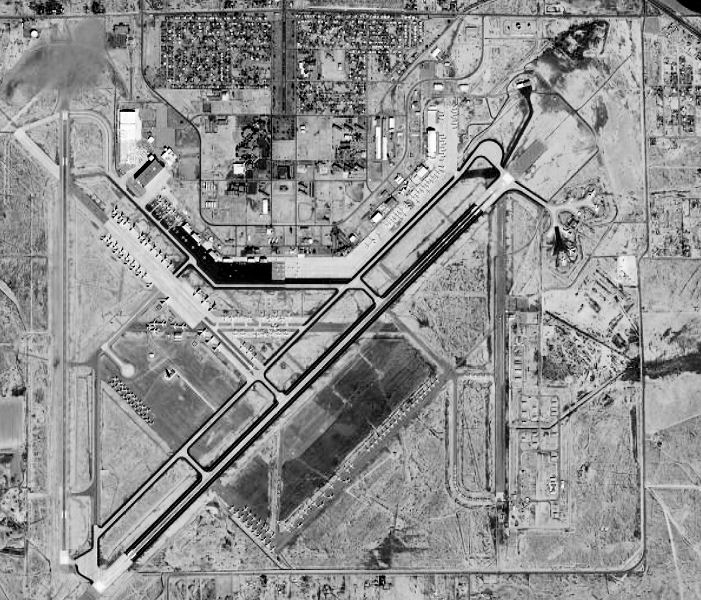
L'aéroport de Roswell le 19 octobre 1997.
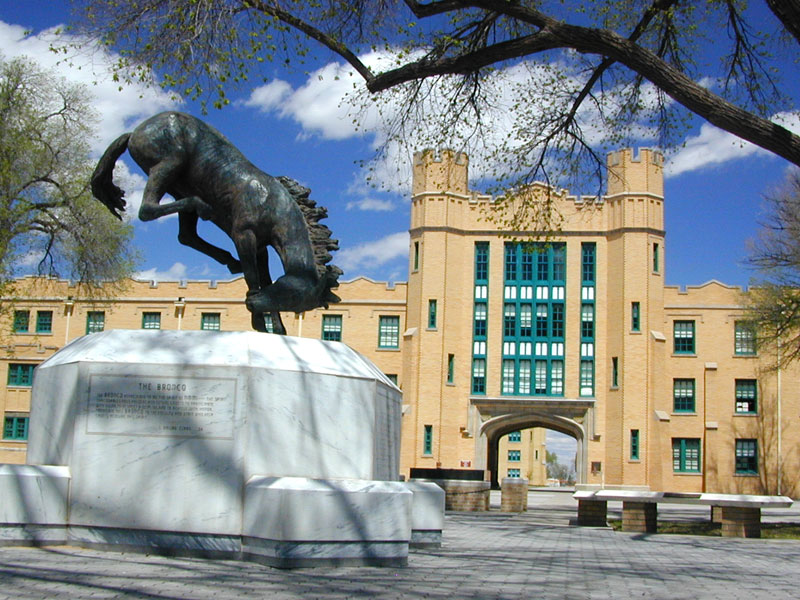
Façade nord du NMMI.

## Démographie
| Groupe            | Roswell | Nouveau-Mexique | États-Unis |
| ----------------- | ------- | --------------- | ---------- |
| Blancs            | 69,9    | 68,4            | 72,4       |
| Autres            | 22,2    | 15,1            | 6,2        |
| Métis             | 3,4     | 3,8             | 2,9        |
| Afro-Américains   | 2,5     | 2,1             | 12,6       |
| Amérindiens       | 1,2     | 9,4             | 0,9        |
| Asiatiques        | 0,7     | 1,4             | 4,8        |
| Total             | 100     | 100             | 100        |
|                   |         |                 |            |
| Latino-Américains | 53,4    | 46,3            | 16,7       |

Selon l'American Community Survey, pour la période 2011-2015, 63,44 % de la population âgée de plus de 5 ans déclare parler l'anglais à la maison, 34,43 % l'espagnol 2,13 % une autre langue.

## Économie

### Tourisme extraterrestre

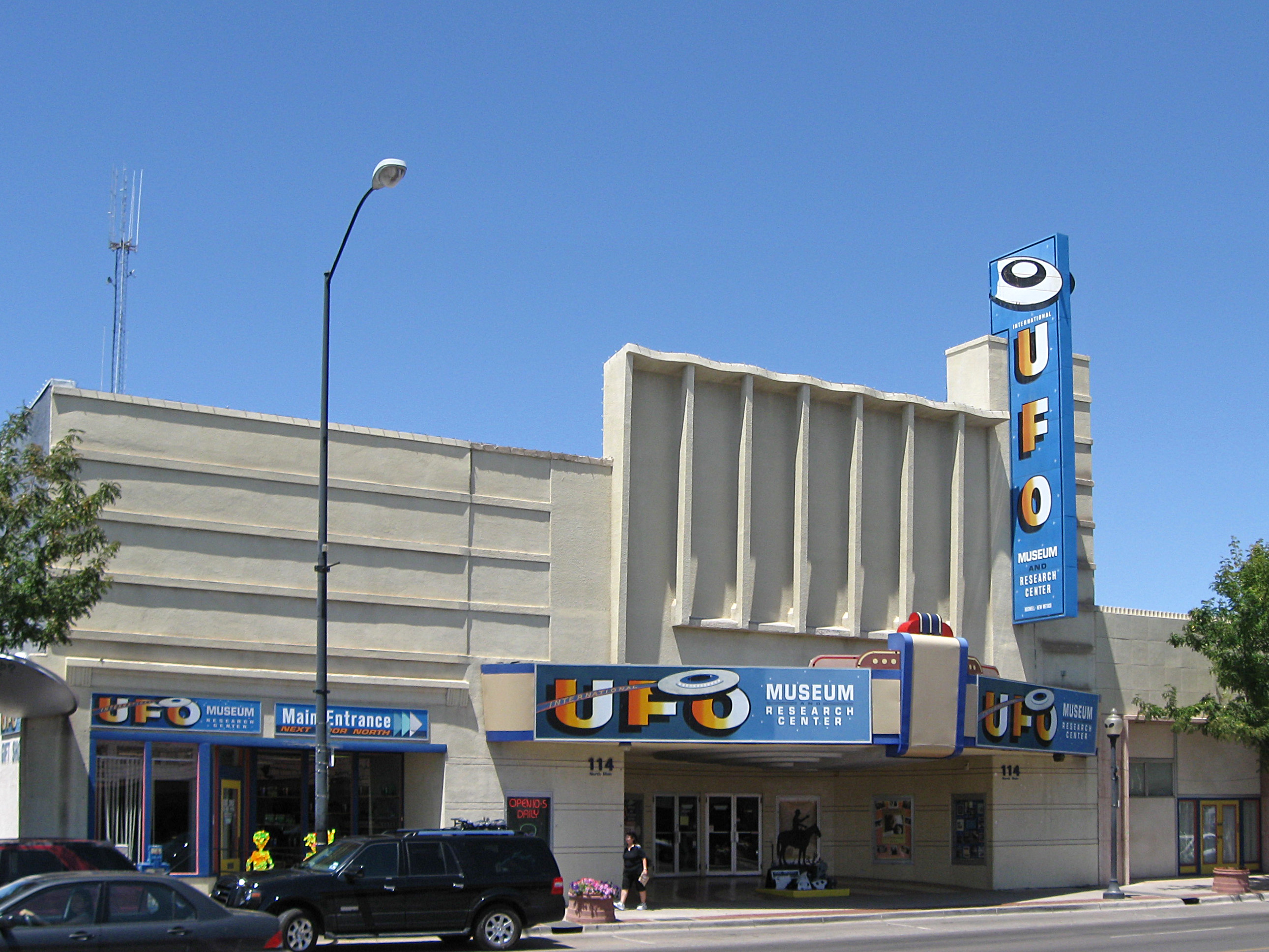
LInternational UFO Museum.

L'International UFO Museum est un musée spécialisé en soucoupe-volantes, ovnis et extraterrestres situé sur l'avenue principale.
On retrouve de nombreuses boutiques de souvenirs reliées aux extraterrestres au centre-ville de Roswell. Plusieurs enseignes commerciales nationales comme McDonald's et Walmart ont un thème extraterrestre.

### Industrie
Une usine fabriquant des autobus est installée depuis 1974. Elle a changé d'enseigne plusieurs fois et son dernier propriétaire est Millennium Transit Services fondé en 2003. Cette entreprise s'est placée sous le chapitre 11 de la loi sur les faillites des États-Unis en 2008 et se trouve en situation de faillite en 2009.

## Personnalités liées à la ville
- John Denver, (31 décembre 1943 – 12 octobre 1997), chanteur et acteur né à Roswell.
- Demi Moore, (11 novembre 1962), actrice née à Roswell.
- Susan Graham, (23 juillet 1960), mezzo-soprano née à Roswell.